# Buck Rogers: Planet of Zoom
Buck Rogers: Planet of Zoom is een computerspel dat in 1982 werd ontwikkeld en uitgegeven door SEGA. Het spel is een futuristisch racespel. De bedoeling is een ruimteschip door pylonen te vliegen en daarbij andere tegenstanders neer te schieten.

## Platforms
| Jaar | Platform                                                                 |
| ---- | ------------------------------------------------------------------------ |
| 1982 | Arcade                                                                   |
| 1983 | Atari 2600, Atari 5200, Atari 8-bit, Commodore 64, MSX, TI-99/4A, VIC-20 |
| 1984 | Apple II, ColecoVision, PC Booter                                        |
| 1985 | SG-1000, ZX Spectrum                                                     |

## Ontvangst
| Beoordeeld door                     | Platform     | Datum            | Score |
| ----------------------------------- | ------------ | ---------------- | ----- |
| All Game Guide                      | ColecoVision | 1998             | 50%   |
| Digital Press - Classic Video Games | Atari 5200   | 8 februari 2004  | 50%   |
| Your Spectrum                       | ZX Spectrum  | september 1985   | 47%   |
| The Video Game Critic               | Atari 5200   | 31 december 2002 | 42%   |
| TeleMatch                           | Atari 2600   | januari 1984     | 40%   |
| Sinclair User                       | ZX Spectrum  | september 1985   | 40%   |
| Zzap!                               | Commodore 64 | mei 1985         | 38%   |
| The Video Game Critic               | Atari 2600   | 23 augustus 2008 | 33%   |
| All Game Guide                      | Atari 2600   | 1998             | 30%   |
| The Video Game Critic               | ColecoVision | 11 mei 2006      | 25%   |